# Yoshinkan aikido
Yoshinkan aikido (jap.: 養神館), škola japanske borilačke vještine aikido.  

## Odlika škole
Yoshinkan aikido ime je aikido škole koju je 1955. osnovao Gozo Shioda (1915-1994), učenik Moriheija Ueshibe. Shioda je ime svojoj aikido školi dao ime od imena dođoa svoje obitelji. Yoshinkan doslovno znači Dvorana za kultiviranje duha. Tehnike korištene u Yoshinkanu su predratnog stila, kada je Shioda u Kobukan dođou (danas Hombu dođo) proučavao Aiki Budo (prethodni naziv za aikido) sa svojim učiteljom Moriheijem Uesibom. Yoshinkan aikido je mnogo sličniji klasičnom Daito-rju Aiki-džiju-džicu, nego modernijim, nježnijim školama aikida, kao što je Aikikai. 
Glavna razlika, međutim, leži u metodi poučavanja, koja je zauzvrat ukorijenjena u osobnosti osnivača: Ueshiba je svoj aikido razvio na spontan, intuitivno-kreativan način i očekivao je da će njegovi učenici na taj način promatrati tehnike. Shioda je, s druge strane, sistematičar koji je Yoshinkan aikido zamišljao kao nastavnu metodu u isto vrijeme. Stoga je Yoshinkan aikido posebno pogodan za podučavanje u većim razredima i u Japanu se uveliko uči kao vještina samoobrane za policijske snage.
U Yoshinkanu se mnogo pažnje posvećuje vježbanju koji je poznat pod nazivom Kihon dosa (Osnovni pokreti). Mnoge se tehnike vježbaju u obliku kata (točan slijed pokreta), posebno u početnim fazama vježbanja.

## Vanjske poveznice
- Yoshinkan aikido